# 前澤友作
前澤 友作（まえざわ ゆうさく、1975年〈昭和50年〉11月22日 - ）は、日本の実業家、経営者。
有限会社スタートトゥデイ（現・株式会社ZOZO）創業者、株式会社スタートトゥデイ代表取締役社長、株式会社前澤ファンド代表取締役社長、公益財団法人現代芸術振興財団会長、一般財団法人ARIGATO代表理事、株式会社カブ＆ピース代表取締役社長。
千葉県鎌ケ谷市出身千葉県千葉市稲毛区在住。栄典は紺綬褒章、芸術文化勲章オフィシエ章。血液型はO型。
2020年のフォーブス長者番付で世界1,135位、日本23位。保有資産額は2020年5月時点で、20億米ドル（約2134億円）。日本の民間人として国際宇宙ステーション（ISS）に滞在する宇宙旅行を行ったことでも知られる。

## 来歴

### 生い立ち
千葉県鎌ケ谷市生まれ。早稲田大学系属早稲田実業学校高等部に進学したが、2年次からは音楽活動が中心となり、出席日数ギリギリまでほとんど通わなくなる。学校を欠席していた間、バンド練習のためのスタジオ代やアメリカへの旅費を稼ぐために、建築系のアルバイトに従事した。1993年5月にはハードコア・パンクバンド「Switch Style」を結成し、ドラムを担当する。Switch Styleでは「YOU X SUCK」の名で活動していた。高校卒業後は半年間アメリカへ音楽遊学し、1998年にはBMG JAPANからメジャーデビューを果たした。

### スタートトゥデイを設立
1995年、バンド活動の傍らで始めた輸入レコード・CDのカタログ販売をきっかけに事業が始まる。当時のカタログの発行部数は2～3万部くらいで、売上で月500万円くらい売れていたという。カタログ通販以前に、バンドのライブで輸入レコードを販売した際には、月数百万円ほどの売上になったこともあるという。1998年5月に法人化させ、有限会社スタート・トゥデイ（現・株式会社ZOZO）として設立した。2000年1月にはCDやレコードの輸入販売サイト「STMonline」を開設し、4月に株式会社スタートトゥデイに商号を変更。10月には、男性向けオリジナルセレクトショップのショッピングサイト「EPROZE」を開設した。その後、様々なコンセプトのネットショップを開設していく。

### ZOZOTOWNの急成長
2004年12月には、17のインターネット上のセレクトショップを集積した「ZOZOTOWN」を新たに開設し、ここから「ZOZO」ブランドとしては本格的なスタートとなる。前澤がこだわった「ファッションの街」をイメージした『ZOZOTOWN』のサイトデザインは目新しく、他のネットショップとの差別化となり多くのユーザー達に受け入れられ、10期連続の増収増益となった。人気ブランドに飛び込み営業をして出店店舗を少しずつ増やしていく中で、大きな契機となったのが、ユナイテッドアローズの出店である。これをきっかけに他のブランドの出店も決まり、次第にユーザーから注目されるようになり、多くのアパレルメーカーとの取引が拡大していった。

### 物流拠点の構築、マザーズ上場
2006年には、独自の物流システム拠点「ZOZOBASE」を開設したことで、各店舗の商品を自社の物流施設で預かり、保管・写真撮影・梱包・発送などをすべて代行することで即日配送を可能とした。ほとんどが受託販売のZOZOTOWNは、この仕組みによって高い受託手数料率を実現することが可能となり、創業から10年足らずで会社の時価総額が1兆円に達するなど大きな成長を遂げた。2007年12月には、スタートトゥデイが東京証券取引所マザーズに上場するなど、自社が運営するZOZOTOWNを日本最大級のアパレル通販サイトとして急成長させる。2011年4月、「EPROZE」などの複数のサイトを統廃合して、ZOZOブランド内に統合した。

### スタートトゥデイが東証一部に上場
2012年2月、スタートトゥデイが東京証券取引所の市場第一部に市場変更した。2013年には、ファッションコーディネートアプリ「WEAR」をリリース。一般ユーザーやショップスタッフ、さらに有名モデルや芸能人のコーディネートを見たり、年齢・身長なども公開することができるため、着用イメージを想像しやすくなった。また、着用アイテムをタップすることで商品ページに飛んで、ZOZOTOWNで購入することができ、WEAR経由での売り上げは2015年には月間10億円を突破している。2016年、フォーブスが発表する「日本の富豪50人（Japan's 50 Richest）」で14位にランクイン。

### 企画失敗によりブランド離脱
2017年に提供を開始した、着て写真を撮るだけで全身を採寸できるZOZOSUITは、オーダーメイド服を実現する画期的な新サービスとして話題となった。しかし送料負担のみで無料配布したため、開始10時間で23万件の注文が入るなど予想以上の反響があり、製造が遅れて入荷が半年待ちになるなど対応に追われた。また、計測精度の問題や、想定以上にフィットしない完成した服への指摘などがなされ、消費者に不信感を抱かせる結果となった。2018年12月にサービスを開始した、有料会員に全アイテムを10%オフで購入できるサブスクリプション型サービスZOZOARIGATOでは、割引額で支援団体や購入したショップの応援をすることができた。しかし、出店ブランドにとっては、自社商品が常に値下げされる形になり、ブランド価値を大切にするアパレル業界の体質とは相容れず、退店や縮小を図るブランドが相次いだ。その結果、本サービスは開始からわずか半年ほどで終了することとなり、会社は初の減益へ転落する苦境に陥っていた。

### ZOZOがヤフー傘下となり社長退任
2018年10月、株式会社スタートトゥデイが株式会社ZOZOに屋号を変更した。2019年9月12日、ZOZOがヤフー（現・LINEヤフー株式会社）傘下に入ることを理由に社長を退任するとツイッター上の自身のアカウントで発表し、同日付けで退任した。ヤフーは約4000億円を上限とした株式公開買付けにより、買い取り価格は2620円で、所有株式を50.1%まで引き上げてZOZOを連結子会社化した。これにより、ZOZO株の約36%を持っていた前澤は、約30%にあたる約9200万株の売却に応じて2400億円ほどを手にしたとみられる。

### お金配り、前澤ファンドの実施
2019年10月4日、ZOZO社長を退任した直後に、ZOZOの旧社名と同じ株式会社スタートトゥデイを別会社として新たに設立し、代表取締役社長に就任していたことをツイッターにて発表した。
また、社長退任から前後して、ツイッター上にてお年玉プレゼントを開始して、注目を集めた。その後、同じくツイッター上でお金配りを継続してフォロワーを獲得。その他には、ベンチャー企業や起業希望者を募集して、優れた企画に対して資金を提供する前澤ファンドを始め、16の事業に対して投資を行う。2020年、後述の支援活動により紺綬褒章を受賞した。

### 前澤ファンド16の事業
1. 株式会社マイホム
2. 屋根裏株式会社
3. 株式会社小さな一歩
4. 株式会社トレッタキャッツ
5. 犬猫生活株式会社
6. フィッシュ・バイオテック株式会社
7. 株式会社アングラーズ
8. 株式会社ユカシカド
9. mederi株式会社
10. 株式会社KURASERU
11. 株式会社OpenSky
12. 株式会社シーバルーン
13. 株式会社オクリー
14. 株式会社トイエイトホールディングス
15. 株式会社ペンマーク
16. 株式会社センキョ

（順不同）

### Web3分野への進出
2022年5月27日、Web3・メタバース領域に特化した投資を行うためにMZ Web3ファンドを設立。Web3の浸透を通じて、これまで注目を浴びてこなかった人物や場所に光を当て、情報格差や所得格差など現代社会の歪みを滑らかにすることを目的とする。投資先の対象はWeb3.0関連領域の事業を行う企業や団体またはVR/AR/xRなどの技術を活用したプロダクトやサービスを提供する企業。2022年7月30日には、DAO型のオンラインコミュニティMZDAOを立ち上げた。「前澤友作と一緒に会社を作ろう」というコンセプトで始まり、一般公募したコミュニティの初期メンバーには当初の目標1万人を大きく上回り、1日で10万人の登録があった。現在はスタートアップ企業を支援して上場に導く活動を行っている。

### 新会社設立
2024年2月13日、新会社を設立する計画がありすでに社名を決定し登記申請を済ませていることをX（旧Twitter）にて明らかにした。2024年11月1日、株式会社カブ＆ピース始動。新事業サービス「カブアンド」開始。

### 民間日本人として宇宙旅行へ

#### 月周回旅行

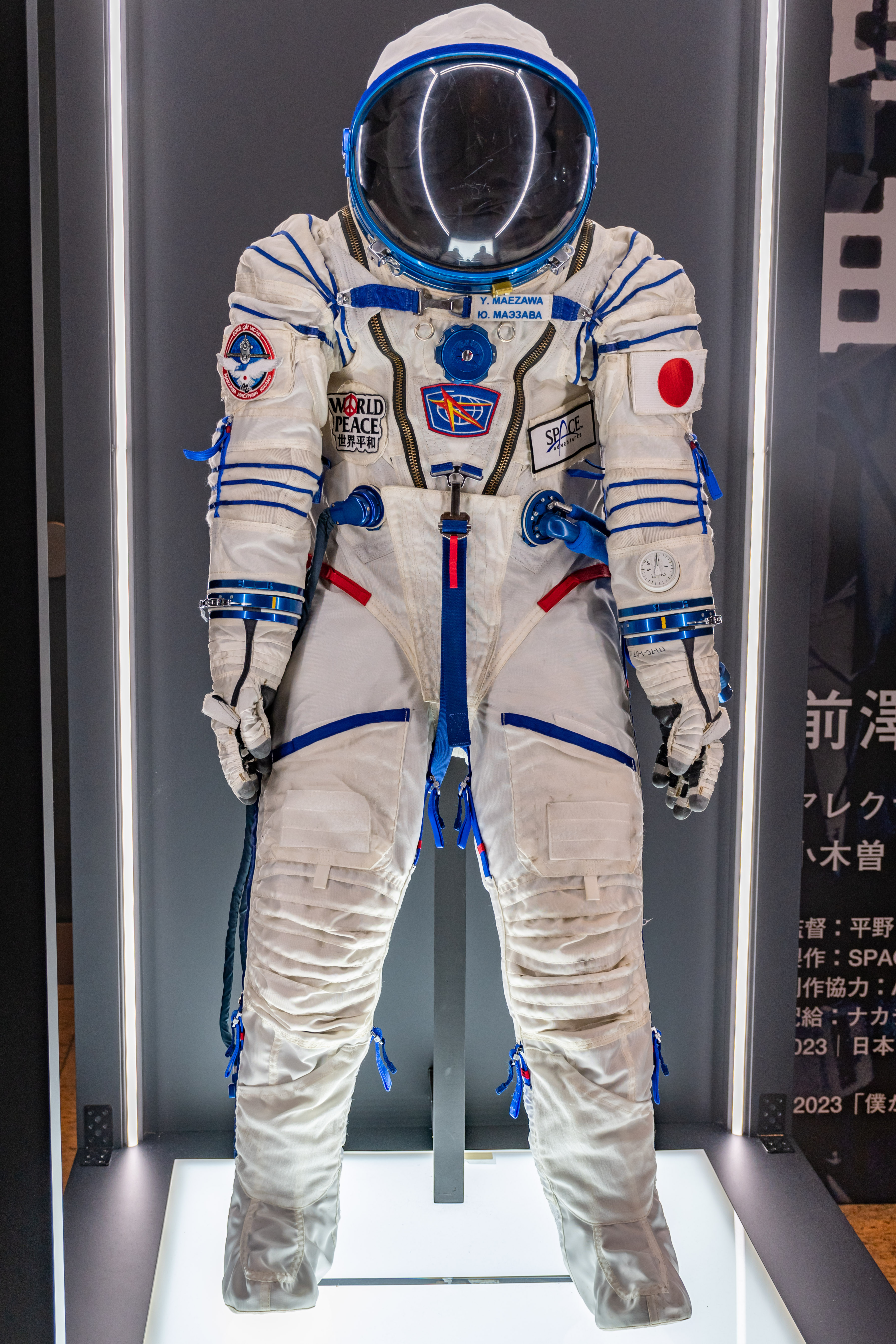
前澤が着用したソコル宇宙服

2018年6月17日　スペースXは、2023年打ち上げ予定のBFR（後にスターシップに改名）による月周回飛行計画（dearMoon）で、月への旅行客として前澤と契約したと発表した。実現すれば、人類の月周辺への到達は1972年のアポロ17号以来となる予定だった。イーロン・マスク最高経営責任者が同席した会見では英語でスピーチし、「I choose to go to the Moon」というジョン・F・ケネディの「We choose to go to the Moon」をもじったフレーズも披露した。
2022年12月、約1週間の月周回旅行に同行するアーティストや写真家など8人を発表。2023年中の旅行の実現を目指していたが、スターシップの開発続行につき見送りとなり、2024年6月にプロジェクト中止を発表した。

#### 国際宇宙ステーション滞在
2021年5月、アメリカ合衆国のスペース・アドベンチャーズ社は、同年12月に前澤が（同じ会社の平野陽三とともに）ロシアの宇宙船ソユーズMS-20により、宇宙旅行を実施する予定であると発表した。日本の民間人による宇宙旅行は1990年にテレビ番組の企画でソユーズTM-11に搭乗して宇宙飛行を行った東京放送社員（当時）であった秋山豊寛以来、31年ぶりとなる。
2021年3月にメディカルチェックを受けたものの不合格となり、網膜の裏に水が溜まる症状を治療した上で再検査し5月に合格。9月13日よりNASAやガガーリン宇宙飛行士訓練センターにおいて、肉体的なトレーニングやソユーズの機構や打ち上げ手順、ISSの仕組みについての座学をこなした。さらにフライトシミュレーションや、ガス漏れや低酸素など不測の事態に対応するための実践的訓練を受け、11月に宇宙飛行への最終試験に合格した。2021年12月8日午後4時38分（日本時間）、カザフスタンのバイコヌール宇宙基地から国際宇宙ステーション（ISS）に向けて宇宙船は打ち上げられた。2021年12月8日午後10時41分（日本時間）にISSとのドッキングに成功。日本の民間人がISSに滞在するのは初めてとなる。なお、自費で宇宙旅行者がISSに滞在するのは約10年ぶりのことで、宇宙旅行のために掛かった費用は不明であるが、アメリカのCNNテレビは前澤の総資産の15分の1に相当する100億円（2人分）をツアー会社に支払った可能性があると推測している。
ISSへの滞在中には、一般から募集した「100の実験」などの様子をYouTubeで配信し、それらのいくつかはテレビ番組などでも登場して話題となった。また、国家プロジェクトによる宇宙飛行士とは異なり、自費で渡航した民間人飛行士だからこそ伝えられることがあるという思いから「NO WAR」というメッセージが刻まれたフォトパズルを組み立て、平和への願いを発信した。前澤の宇宙服には「WORLD PEACE 世界平和」と書かれたワッペンが貼り付けられていた。前澤はISSに12日間滞在し、日本時間の12月20日に地球へ帰還した。
帰還して2か月後、宇宙飛行に同行した平野陽三の提案により、撮りためた映像の映画化が進行。前澤が過酷な検査やトレーニングを経て宇宙に飛び立つまでの道のりやISSでの12日間の滞在、帰還するまでを描いたドキュメンタリー映画『僕が宇宙に行った理由』（監督：平野陽三）として完成する。完成披露上映会が2023年11月27日に行われ、12月29日公開された。

## 人物

### 支援活動
地元・千葉や災害地域などへの支援活動を行っている。
2011年には千葉マリンスタジアムの改装工事費を個人で寄付。また、2016年の熊本地震の際は熊本県と大分県にそれぞれ1,000万円を寄付。
2019年9月に令和元年房総半島台風（台風15号）で被災した千葉県南房総市や鋸南町などの3市1町に各1,000万円ずつ、同年12月には館山市に20億円をふるさと納税制度で寄付した。
2020年3月、前澤から多額の災害義援金を受けた南房総市は千葉県知事の森田健作を通して、日本政府に褒章の授与を内申。同年8月1日に褒章と章記が発令され、9月10日に同市長の石井裕がスタートトゥデイを訪問した上で褒章と章記を授与された。なお、褒章については南房総市とは別に館山市からも内申・授与されており、2020年12月の時点で計4回受章している。
2020年4月23日、新型コロナウイルスの影響で厳しい経営状況が続く中小企業への支援として、館山市は前述のふるさと納税で同市に寄付された一部を活用して、「前澤友作館山応援基金」を設立。総額3億6千万円規模の緊急経済対策を行うと発表。また、基金の一部は観光振興対策にも充てられ、同市稲に開設予定の道の駅の建設費用として活用。2024年2月16日に「道の駅グリーンファーム館山」として、開駅した。
2020年5月10日、新型コロナウイルスの感染拡大で自粛期間が続く中、子供の学校の休校などで仕事が出来なくなるなどして、苦境に陥ったひとり親の支援策として1万人に10万円配る「前澤ひとり親応援基金」創設を発表。

### お年玉プレゼント
2019年2月7日、ツイッター上で「本業に集中します」と宣言し、ツイッター活動を休止すると発表した。1カ月前の1月5日に「100人にそれぞれ100万円ずつ（総額1億円）のお年玉をプレゼントする」と投稿し、2日後にリツイート数の世界新記録を作るなど、ツイッターを通じた話題作りが注目を集めた。なお、約2カ月半後の4月25日にTwitter活動を再開した。また、臓器移植の現状について議論を投げかけている。
2020年1月1日、自身2回目となる、いわゆるお年玉キャンペーン「100万円を1,000人にプレゼントします！」をツイッターで開催。また、前澤はツイッター上で、このキャンペーンをベーシックインカムについての調査、実験を兼ねていると語っている。
2020年9月29日、上述したリツイート数の世界新記録がギネス世界記録に認定された。

## エピソード
堀江貴文からの評価
堀江貴文は、田原総一朗との対談で「日本の経営者はたるんでいる、たるんでいないのは孫さん、柳井さん、前澤さんくらい」と評している。
マドモアゼル・愛の評価
2019年9月12日公開のマドモアゼル・愛公式YouTube上で愛は、株式会社ZOZO創業者の前澤が同日ヤフージャパンへ同社株を売却することを決めた発表に言及し、前澤もまた「運命の輪」を体験した一人に加わったと発言した。自分が絶頂にいるときも最下位にいるときも、人はそれに気づくことはでないとし、愛自身かつて儲けていた時代に「運命の輪」を経験したことを明かした。
ZOZOTOWNの送料
2012年10月20日、ZOZOTOWNの送料が高いことをツイッターで「詐欺」と評した購入者に対して、「詐欺？？ただで商品が届くと思うんじゃねぇよ。お前ん家まで汗水たらしてヤマトの宅配会社の人がわざわざ運んでくれてんだよ。お前みたいな感謝のない奴は二度と注文しなくていいわ」と返信して騒動になった。同月21日に前澤はツイッターで全面的に謝罪し、11月よりZOZOTOWNの送料を無料にすることが発表された。また、前澤の発言を受けて消費者の反感を買うとの思惑が広がり、スタートトゥデイの株価は2012年10月22日に2営業日連続で年初来安値を更新した。
プロ野球界への参入意欲
2018年7月17日、ツイッター上の自身のアカウントにて、「『大きな願望』としてプロ野球球団を持ちたい」とプロ野球界参入並びに球団経営に興味と意欲があると表明したが、ロッテが千葉ロッテマリーンズの売却を拒否した為、実現には至らなかった。
ドクター中松への憧れ
2018年9月25日、同日放送のテレビ東京『日経スペシャル ガイアの夜明け』に出演。その中で前澤は「ドクター中松さんができなかったことを我々がやる。リベンジしよう」と発言、ドクター中松への憧れを明らかにした。
翌日、ドクター中松がツイッター上で「『ドクター・中松リベンジ返し宣言！』前澤社長ありがとう、ドクター・中松ができなかったことは、これから私もやり続ける。前澤社長がやることも長生きして見続ける」と、ツイート。さらに「前澤社長ができなかったことをドクター・中松がリベンジします。今週末にアメリカに向けて出発しますが、帰国したらお会いしましょう」とも呼びかけた。
それに対して、 前澤も早速ツイッターで反応。「3000件以上の特許を持つドクター中松さんから。ありがとうございます。使っていない特許で、社会や人のために私たちに有効活用できそうなものがあったら是非使わせてください！」とつぶやき。
中松からの「お会いしましょう」という呼びかけにも「スケジュール調整させてください。ご連絡いただければ秘書チームが対応させていただきます」と公開のやり取りの中で対面を約束した。
岡田斗司夫とのトラブル
2024年7月26日、岡田は『「僕はもうこの人とは関わりたくありません」岡田斗司夫がZOZO前澤友作と縁を切った理由』と題する約15分間のYouTubeを公開した。この中で、岡田は「人のアイデアを事業化してビジネスにするんだったら、連絡するのが筋だ」「もう関わりたくない」とし、前澤が先にこういう風に筋を曲げたので、僕も約束破って、会って話してアイデア提供したこと、黙って使われたことを話すことにしたと述べた。
岡田によれば、2023年7月8日、前澤側より会いたいと要望があった。アテンドをしたのは岡田も付き合いのある元LINE執行役員の田端信太郎であった。好奇心から岡田は前澤に会った。前澤のオフィスでは様々な質問があった。途中からはアイデア出しのような雰囲気となり、この会の目的自体が不明確になったという。この際に岡田が答えたことの一つが「シングルマザー向けのマッチングアプリ」であった。その後、前澤は同様のアプリを公開（炎上後ストップ）した。その際、岡田はこのアイデアをここで話したことを公開してもいいかと尋ねたが、前澤からは会ったこと自体公開しないでくれと言われた。岡田はこれを不審に思ったが、紹介者である田端の顔を立てるためその要求を受け入れた。
岡田はこの前澤の一連の行為に対し「僕は”公共財”だと思ってるので、僕が思いついたことをよそでさも自分のアイデアのように言うのは全然かまわないのだが、ビジネスにするときは一言連絡してください。なぜならそれにまつわる危険や、ノウハウを僕は省略して話してるのでそのままだと危険なんです。炎上してひっこめたアプリは問題があったが、事前に教えてくれたら解決策があった。ただシングルマザーに婚活の道を開くのは、社会的に良いことなので応援してほしいと言われればいくらでも応援する。ただもう、正直言って前澤さんには協力したくない。なぜかというと、人に口止めしておいて、そのアイデアで商売しようとする。それを事業化してアプリにまでするというのは違うんじゃないか。僕はもう関わりたくない」などと苦言を呈した。また、アプリの不備で迷惑を被った利用者らに対し、謝罪し「それは僕の責任です。前澤が勝手にやってしまいました! 確認してくだされば不備の解消など色々できたんですが‥-。なんで、あんな世界で何番目の金持ちのために俺があやまるのかよくわからない…。これから前澤さんに会って、ビジネスの提案しようなどと考えている人がいたら、あの人は黙って人のアイデアをビジネスにする人だから気を付けたほうがいい」と助言を行った。
2024年9月、2年ほど前から岡田斗司夫との間で、岡田が考案したとするシングルマザー向けのマッチングアプリを前澤が盗んだとする岡田の主張に対し前澤は、事実ではなく、岡田に会う半年前くらいから準備していた事業が偶然に岡田が話したものに少しだけ似ていたので、岡田が盗まれたのではないかと自身のX（旧ツイッター）で主張した。シングルマザー向けのマッチングアプリ、というアイデア自体、誰でも考えそうなものであり、それをもって盗まれたとする主張にはびっくりしたと説明。前澤によれば、その日のミーティング終わりに岡田から、僕と会ったことをYouTubeで話したい、との申し出があったものの、その場で断った。その半年後くらいに突然、岡田が前澤に無断で会ったことや、事実を歪曲した内容でYouTubeを配信したが、その後、岡田から謝罪があったと説明した。

## 私生活
- 小学4年生くらいの時、同級生にクワガタやカブトムシを売っていた[65]。
- Switch Styleのギタリストで、現在は株式会社ゼアーの代表取締役社長である前澤周平は実弟。
- 一度の離婚歴がある[66]。
- 入籍していない2人の女性との間に生まれた3人の男児を認知している[67]。
- 2015年の秋頃からタレントの紗栄子と交際[68]。同年12月にスタートトゥデイの忘年会のステージに紗栄子と登壇し交際宣言した[69]。2017年の夏頃に破局した[68]。
- 2018年4月26日発売の『女性セブン』で女優の剛力彩芽との交際が報じられ、双方が自身のSNS上で交際を認めた[70]。2018のFIFAワールドカップロシア大会では前澤の所有してるプライベートジェットで剛力彩芽とサッカー観戦デートを楽しむなど大きな話題になった[71][72]。その後破局と復縁を経て2021年に再び破局した[73]。
- 2020年9月、新型コロナウイルスの影響で株価が乱低下している最中に株式の短期売買を行い、その結果44億円を損失していたことをツイッターにて明らかにした[74]。

## 趣味
ワインのコレクター
ワイン好きであり、自宅や倉庫に数千本のワインを保管している。
高級車のコレクター
高級車のコレクターとしても有名で、エルメス仕様のブガッティ・ヴェイロン、とロールス・ロイス・ファントム、特注仕様のパガーニ・ゾンダなどのスーパーカーを多数所有している。保有する高級車については自身の運営するYouTubeチャンネルの一つである前澤友作スーパーカーチャンネルで紹介しており、それらを用いた様々なイベントを数多く展開している。2024年1月にはアストンマーティンのハイパーカー「ヴァルキリー」がコレクションに加わった。
カーレースへの参戦
前澤所有のスーパーカーを通じ幼稚園や小学校などで子どもたちを対象に本物に触れる感動体験を届ける『MZ SUPERCAR PROJECT』を母体とし、2023年からは自身がオーナーとなるレーシングチーム『MAEZAWA RACING』を始動させた。
同年GTワールドチャレンジ・アジア ジャパンカップに初参戦し（チーム体制はチームオーナー兼総監督に前澤、ドライバー兼ジェネラルマネージャー横溝直輝、ドライバーピッティ・ブロムバクディ）、MAEZAWA RACINGの555号車フェラーリ488 GT3が、8月20日に岡山国際サーキットで行われた最終戦レース2で総合優勝を果たした。
レース参戦を通じ、ドライバーの戦う姿に感銘を受け、2024年には自らがレーシングドライバーとして挑戦することを明らかにしている。藤井誠暢が作りあげたドライビングラボsimdriveでの練習を開始。同年5月に出場した「フェラーリ・チャレンジ・トロフェオ・ピレリ・ジャパン」のシェルアマクラスにおいて優勝を果たした。
メガヨット制作
前澤所有の燃料電池を動力源に持つ全長114.2mのメガヨットの建造が2024年の完成に向けドイツで進行中。「Cosmos」と名付けられたこの計画では、ドイツの造船会社ルーセンによって建造が行われ、内外装のデザインはオーストラリアのプロダクトデザイナーマーク・ニューソンが担当している。2023年3月8日に進水式が行われた。
芸術作品の収集
現代アートのコレクターとしても有名で自宅やスタートトゥデイのオフィスにはいたるところに著名な作家の作品が飾られている。2016年5月に開催されたクリスティーズNYのオークションにて、ジャン＝ミシェル・バスキアの作品「Untitled」（1982）を作家の過去最高落札額となる5700万ドル（約62.4億円）で落札し、大きな話題となった。
2017年5月にはサザビーズ ニューヨーク コンテンポラリーアート イヴニングオークションでバスキアの絵画を1億1000万ドル（約123億円）で落札し、アーティストの最高落札額を更新した。2012年11月、自らが会長を務める公益財団法人現代芸術振興財団を設立し、若手アーティストの支援や現代アートの普及活動を行っている。
2018年にはストラディヴァリウス1717年製「Hamma」を購入。2023年8月、ヴァイオリニストHIMARIへの貸与が行われた。
2019年5月4日　Twitter上で自身が所蔵するアンディ・ウォーホルの作品など数点を同月16日に開催するサザビーズのオークションに出品することを発表。出品を公表していた2点は計約8億8000万円で売却した。これについて、堀江貴文や一部週刊誌などが資金繰りの可能性を指摘したが、前澤は来年も100万円お年玉企画を実施するための資金調達だと説明し、堀江らの指摘を否定している。
宇宙空間でもアート作品によって生活空間を彩りたい思いは変わらず、2021年のISS滞在にあたっては計画していた美術作品の持ち込みと設置を実行。井田幸昌「画家のアトリエ」はISSの常設展示となった。
近年はコレクションの幅を古美術や骨董にも広げ、仏像や土器も所有している。
家具のコレクター
家具のコレクターとしても知られ、現代芸術振興財団の主催でジャン・プルーヴェのコレクション展を開催した。
ゴルフ
ゴルフも趣味の一つであり、自らゴルフコース「MZ GOLF CLUB」を所有するほど。またレフティ（左打ち）ゴルファーである。ZOZO社長時代の2019年にはPGAツアー及び日本ゴルフツアー機構（JGTO）公式ツアー大会として開催された『ZOZO CHAMPIONSHIP』（2024年終了）の創設に携わり、2025年からは自身の冠大会として主催するJGTO公式ツアー大会『前澤杯 MAEZAWA CUP』（賞金総額4億円）を開始することとなっている。

## 履歴

### 学歴・職歴
- 1994年3月 - 早稲田大学系属早稲田実業学校高等部卒業。
- 1998年5月 - 有限会社スタート・トゥデイ（現・株式会社ZOZO）設立 代表取締役社長[99]。
- 2008年5月 - 株式会社スタートトゥデイコンサルティング設立 非常勤取締役[100]。
- 2012年11月 - 公益財団法人現代芸術振興財団を設立し、会長に就任（現任）[101]。
- 2019年9月 - 株式会社ZOZO創設者（現任）[102]。
- 2019年9月 - 株式会社スタートトゥデイ設立 代表取締役社長（現任）[103]。
- 2020年2月 - 株式会社前澤ファンド設立 代表取締役社長（現任）[104]。
- 2020年5月 - 株式会社小さな一歩設立 取締役CRO（英語版）[105]。
- 2021年8月 - 一般財団法人ARIGATO設立 代表理事（現任）[106]。
- 2024年2月 - 株式会社カブ＆ピース設立 代表取締役社長（現任）[107]。

### 受賞・栄誉
- 2008年 - 第10回企業家賞（株式会社企業家ネットワーク）[108]。
- 2011年 - 第36回経済界大賞ベンチャー経営者賞（株式会社経済界）[109]。
- 2012年 - GQ Men of the Year 2012（有限会社コンデナスト・ジャパン）[110]。
- 2018年2月 - 芸術文化勲章オフィシエ章（フランス共和国文化省）[111]。
- 2018年12月 - LINE NEWS Presents NEWS AWARDS 2018 実業家・政治家部門（LINE株式会社）[112]。
- 2019年 - ＃Twitterトレンド大賞 最もリツイートされたツイート
- 2020年8月 - 紺綬褒章（日本国政府）[113][114][115]。

## 現職
- 株式会社ZOZOファウンダー
- 株式会社スタートトゥデイ代表取締役社長
- 株式会社前澤ファンド代表取締役社長
- 公益財団法人現代芸術振興財団会長[116]
- 一般財団法人ARIGATO代表理事[117]
- 株式会社カブ＆ピース代表取締役社長[107]

## 出演

### テレビ
- E morning（2010年8月9日[118]・2011年3月1日[119]、テレビ東京）
- 今、日本を最も面白くする企業家たち（2010年10月8日[120]・10月15日[121]、BSジャパン）
- ズームイン!!SUPER（2010年10月22日、日本テレビ）[122]
- 日経スペシャル ガイアの夜明け（2011年1月25日[123]・2018年9月25日[124]、テレビ東京）
- スッキリ!!（2011年8月4日、日本テレビ）[125]
- iCon（2011年11月1日、日本テレビ）[126]
- スクール革命!（2011年11月6日、日本テレビ）[127]
- ワールドビジネスサテライト（2012年5月3日[128]・2018年7月3日[129]・10月9日[130]・2021年3月3日[131]・12月14日[132]、テレビ東京）
- Mプラス Express（2012年9月25日、テレビ東京）[133]
- 人生が変わる1分間の深イイ話（2018年7月9日、日本テレビ）[134]
- 報道ステーション（2018年9月19日、テレビ朝日）[135]
- グッド!モーニング（2018年11月21日、テレビ朝日）[136]
- 誰も知らない明石家さんま（2018年11月25日、日本テレビ）[137]
- 出川と爆問田中と岡村のスモール3（2018年12月22日、フジテレビ）[138]
- 情報ライブ ミヤネ屋（2019年1月4日[139]・1月8日[140]・2021年5月14日[141]、読売テレビ）
- 直撃!シンソウ坂上（2019年12月5日、フジテレビ）[142]
- ビートたけしのTVタックル（2019年12月21日、テレビ朝日）[143]
- サンデージャポン（2020年1月5日、TBSテレビ）[144]
- ZIP!（2020年1月6日[145]・2021年12月20日[146]、日本テレビ）
- アウト×デラックス（2020年4月2日、フジテレビ）[147]
- 昔住んでた家は今!?歴代ハウス（2020年10月7日、フジテレビ）[148]
- ワイドナショー（2021年5月23日[149]・2022年1月23日[150]、フジテレビ）
- 行列のできる相談所（2021年10月10日[151]・12月5日[152]・2022年1月16日[153]・2月6日[154]、日本テレビ）
- ひるおび!（2021年12月14日、TBSテレビ）[155]
- Nスタ（2021年12月14日[156]・12月20日[157]、TBSテレビ）
- THE TIME'（2021年12月15日、TBSテレビ）[158]
- Live News イット!（2021年12月16日、フジテレビ）[159]
- 新春シューイチ ネンイチ（2022年1月1日、日本テレビ）[160]

### テレビドラマ
- プライベートバンカー（2025年、テレビ朝日） - 真栄沢 役[161]

### ラジオ
- 前澤友作のオールナイトニッポンGOLD（2021年11月25日、ニッポン放送） - パーソナリティ[162]
- 宇宙から生放送!前澤友作のオールナイトニッポンスペシャル（2021年12月13日、ニッポン放送） - パーソナリティ[163]

### 映画
- 僕が宇宙に行った理由（2023年12月29日公開）[164]

### CM
- カブ＆ピース「カブアンド」（2024年11月 - ） - 明石家さんまと共演[165]